# Бурбулатово
Бурбула́тово (укр. Бурбулатове) — село в Бурбулатовском сельском совете Близнюковского района Харьковской области Украины.
Код КОАТУУ — 6320681501. Население по переписи 2001 года составляет 468 (217/251 м/ж) человек.
Является административным центром Бурбулатовского сельского совета, в который, кроме того, входят сёла
Вольное Первое,
Вольное Второе,
Энергетиков,
Николаевка Первая и
Александровка.

## Географическое положение
Село Бурбулатово находится в 7-и км от пгт Близнюки и в 1-м км от села Вольное Первое.
Расположен в начале балки Бритай, по которой протекает пересыхающий ручей, один из истоков реки Бритай.
На ручье построена запруда. В 2-х км находится Николаевский Ставок.
Рядом проходит автомобильная дорога Т-2113.
Есть железнодорожная станция Бурбулатовская.

## История
- 1750 — дата основания.

## Экономика
В основном частные фермерские хозяйства.

## Культура
- Детский сад.
- Школа I—III степеней.
- Дом культуры.
- Библиотека.

## Достопримечательности
- Братская могила советских воинов.
- Ботанический заказник местного значения «Бурбулатовский» (укр. Бурбулатівський). Площадь 99,1 га. Размещен около села Бурбулатово. Настоящие и кустарниковые степи с участием формаций ковыля волосатого, ковыль Лессинга и миндаля степного (Зеленая книга Украини). В травостое — декоративные редкие виды: шафран сетчатый, василёк Талиева, адонис весенний, прострел чернеющий, барвинок травянистый. В Красную книгу Украины занесены 4, в Красный список Харьковщины — 10 видов растений.[2]